# Julie Mabéa
Julie Mabéa est une chanteuse ivoirienne originaire de l'Ouest de la Côte d'Ivoire. Ses compositions, généralement chantées en yacouba, incluent parfois des parties en français et en swahili.  

## Biographie
La carrière de Julie Mabéa débute officiellement en 1991, lors de la sortie de son tout premier album. Son timbre doux, ainsi que les rythmes musicaux divers dont elle fait l'usage tout au long de ses albums, feront sa renommée internationale. Ainsi, a-t-elle recours à des styles musicaux congolais tels que le soukouss ou encore le ndombolo.Entre 1992 et les années 2000, Julie produira d'autres albums, parmi lesquels « Suzy Bayon » sorti 1994 et «Yema la vie », son troisième album, révélé en 1996. Deux ans plus tard, l'album « Bassonga » est disponible et regroupe neuf titres et inclut une variété de rythmes musicaux: lekiné, afro-zouk, rumba, etc. En mai 2017, Julie Mabéa sort son album « Pile ou face » à Paris. Cet album, dont l'une des chansons phares est « Amour 4G », fait sa sortie quelques mois plus tard à Abidjan, la capitale ivoirienne,.

## Discographie
- 1991 : Lekiné facile
- 1994 : Suzy Bayom
- 1996 : Yema La Vie
- 1998 : Bassonga
- 1999 : Synthèse
- 2017 : Pile ou face